# Es Mercadal
Es Mercadal è un comune spagnolo di 5 292 abitanti situato nella comunità autonoma delle Baleari, sull'isola di Minorca.